# Dwight D. Eisenhower Memorial
Il Dwight D. Eisenhower Memorial è un memoriale in onore di Dwight D. Eisenhower situato a Washington DC.

## Descrizione
Situato a sud del National Mall, il memoriale è costituito da grandi colonne che incorniciano un arazzo a rete raffigurante il sito dello sbarco in Normandia, con sculture e bassorilievi disposti nel parco. L'architetto Frank Gehry ha progettato il memoriale e Sergey Eylanbekov ha scolpito le statue in bronzo di Eisenhower. 
Il 25 ottobre 1999, il Congresso degli Stati Uniti creò la Dwight D. Eisenhower Memorial Commission, incaricandola di creare un memoriale permanente a Dwight D. Eisenhower per ricordare la sua memoria e il suo contributo agli Stati Uniti. Dopo diversi anni di consultazioni e diverse modifiche al progetto da parte di Gehry, l'approvazione finale del progetto è stata concessa nel 2017, La cerimonia di inaugurazione era inizialmente prevista per l'8 maggio 2020, il 75º anniversario della Giornata della vittoria, ma è stata rinviata al 17 settembre 2020 a causa della pandemia COVID-19.